# Ichneumon vestianellae
Ichneumon vestianellae är en stekelart som beskrevs av Franz Paula von Schrank 1802. Ichneumon vestianellae ingår i släktet Ichneumon och familjen brokparasitsteklar. Inga underarter finns listade i Catalogue of Life.